# 1825
- Wikisource

| Calendário gregoriano                                                        | 1825 MDCCCXXV                        |
| Ab urbe condita                                                              | 2578                                 |
| Calendário arménio                                                           | 1274 – 1275                          |
| Calendário bahá'í                                                            | -19 – -18                            |
| Calendário budista                                                           | 2369                                 |
| Calendário chinês                                                            | 4521 – 4522 Início a 18 de fevereiro |
| Calendário copta                                                             | 1541 – 1542                          |
| Calendário etíope                                                            | 1817 – 1818                          |
| Calendários hindus - Vikram Samvat - Calendário nacional indiano - Cáli Iuga | 1880 – 1881 1746 – 1747 4925 – 4926  |
| Calendário Holoceno                                                          | 11825                                |
| Calendário islâmico                                                          | 1241 – 1242                          |
| Calendário judaico                                                           | 5585 – 5586                          |
| Calendário persa                                                             | 1203 – 1204 Início a 21 de março     |
| Calendário rúnico                                                            | 2075                                 |
| Calendário solar tailandês                                                   | 2368                                 |

1825 (MDCCCXXV, na numeração romana) foi um ano comum do século XIX do actual Calendário Gregoriano, da Era de Cristo, e a sua letra dominical foi B (52 semanas), teve início a um sábado e terminou também a um sábado.
| Ano completo                   |
| ------------------------------ |
| Ano comum com início ao sábado |

## Eventos

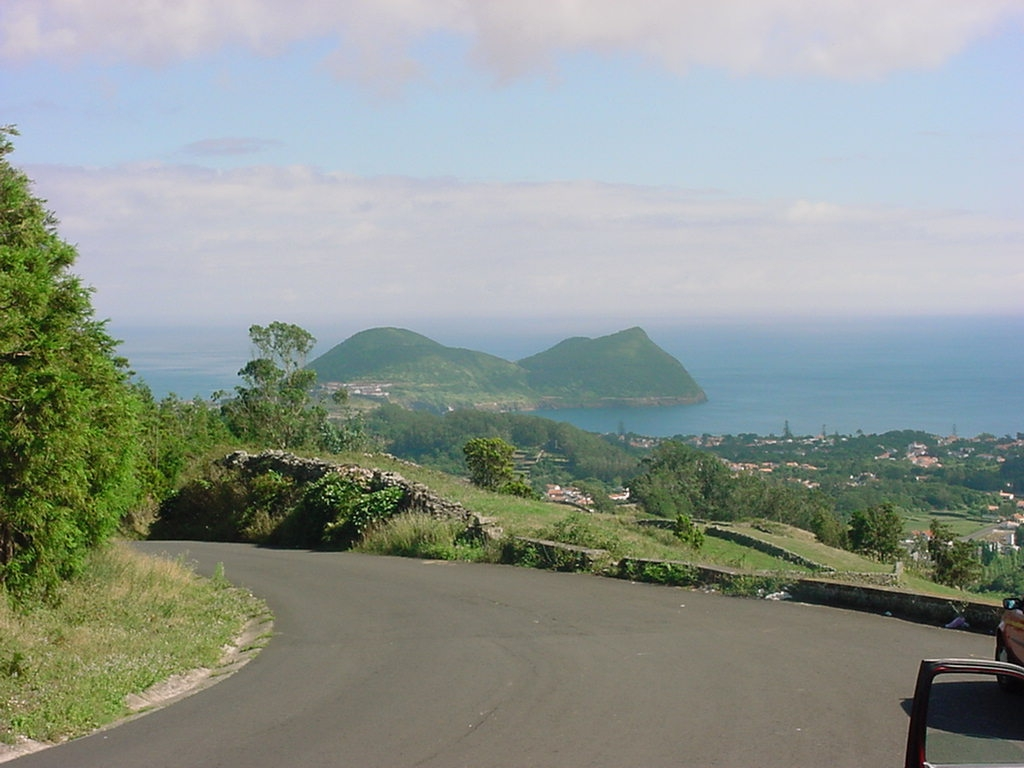
Freguesia da Terra Chã, Miradouro das Veredas, vista sobre o Monte Brasil.

- Portugal reconheceu a soberania do Brasil, mas para isso exigiu o pagamento de 2 milhões de libras esterlinas (moeda inglesa). O Brasil de D. Pedro I pediu aos banqueiros ingleses um empréstimo. Parte do dinheiro, no entanto, nem chegou a sair da Inglaterra, porque Portugal devia aos ingleses uma grande soma.
- Jöns Jacob Berzelius isola o elemento químico titânio.
- Georg Simon Ohm, natural da Alemanha estabelece a lei que leva o seu nome "OHM". Propôs a relação R=V/I que se tornou conhecida como a Lei de Ohm - A Corrente eléctrica que circula num circuito com resistência de 1 Ohm submetida a uma tensão de 1 Volt é de 1 Ampere.
- Construção da torre sineira da Igreja de São Jorge das Velas.[1][2][3]
- Extinção do Concelho de Noudar (Barrancos)

### Março
- 9 de março - Guerra da Independência do Brasil: O México reconhece a independência do Brasil.

### Agosto
- 6 de agosto - Independência da Bolívia em relação a Espanha.
- 25 de agosto - O Uruguai proclama independência do Império do Brasil.
- 29 de agosto - Reconhecimento da independência do Brasil em relação a Portugal.

### Setembro
- 27 de setembro - Inauguração da primeira linha-férrea do mundo, denominada Stockton and Darlington Railway.
- 6 de setembro – Elevação da localidade da Terra Chã, Angra do Heroísmo a freguesia por alvará do rei D. João VI de Portugal.

### Dezembro
- 1 de dezembro - O Czar Nicolau I sobe ao trono na Rússia.
- 10 de dezembro - O Império do Brasil e as Províncias Unidas do Rio da Prata (atual Argentina) entram em guerra.

## Nascimentos
- 28 de janeiro - Benedetto Cairoli, político italiano (m. 1889).
- 19 de março - José Antônio Pereira, desbravador brasileiro, fundador da cidade de Campo Grande. (m. 1900)
- 16 de abril - Jacob Brønnum Scavenius Estrup, foi primeiro-ministro da Dinamarca (m. 1913).
- 23 de abril - Emil Welti, foi Presidente da Confederação suíça em 1869 (m. 1899).
- 5 de maio - Wilhelm Hertenstein, foi Presidente da Confederação suíça em 1888 (m. 1888).
- 26 de junho - Francisco Otaviano, advogado, jornalista, diplomata, político e poeta brasileiro. (m. 1889)
- 2 de julho - Émile Ollivier, político francês (m. 1913).
- 21 de julho - Práxedes Mateo Sagasta, foi primeiro-ministro da Espanha (m. 1903).
- 31 de julho - August Beer, físico e matemático alemão (m. 1863).
- 16 de setembro - Simeon Bavier, foi Presidente da Confederação suíça em 1882 (m. 1896).
- 25 de setembro - Joachim Heer, foi Presidente da Confederação suíça em 1877 (m. 1879).
- 28 de setembro - Rafael Wenceslao Núñez, presidente da Colômbia de 1880 a 1882, de 1884 a 1886, de 1887 a 1892 e de 1892 a 1894 (m. 1894).[4]
- 10 de novembro - Johann Jakob Scherer, foi Presidente da Confederação suíça em 1875 (m. 1878).
- 2 de dezembro - Imperador Pedro II do Brasil (m.1891).

## Mortes
- 4 de janeiro - Fernando I das Duas Sicílias, rei das Duas Sicílias. (n. 1751).
- 27 de abril - Vivant Denon, pintor, arqueólogo, escritor e diplomata francês (n. 1747).
- 22 de maio - Laskarina Bouboulina, independentista grega.
- 6 de outubro - Bernard Germain Lacépède naturalista francês (n. 1756).
- 13 de outubro - Maximiliano I José da Baviera, rei da Baviera (n. 1756).
- 14 de novembro - Jean Paul, escritor alemão (n. 1763).
- 1 de dezembro - Alexandre I da Rússia (n. 1777).
- 29 de dezembro - Jacques-Louis David, pintor francês. (n. 1748).

## Por tema
- 1825 na arte
- 1825 no Brasil
- 1825 na ciência
- 1825 na literatura
- 1825 na música